# Kubo-kutxa

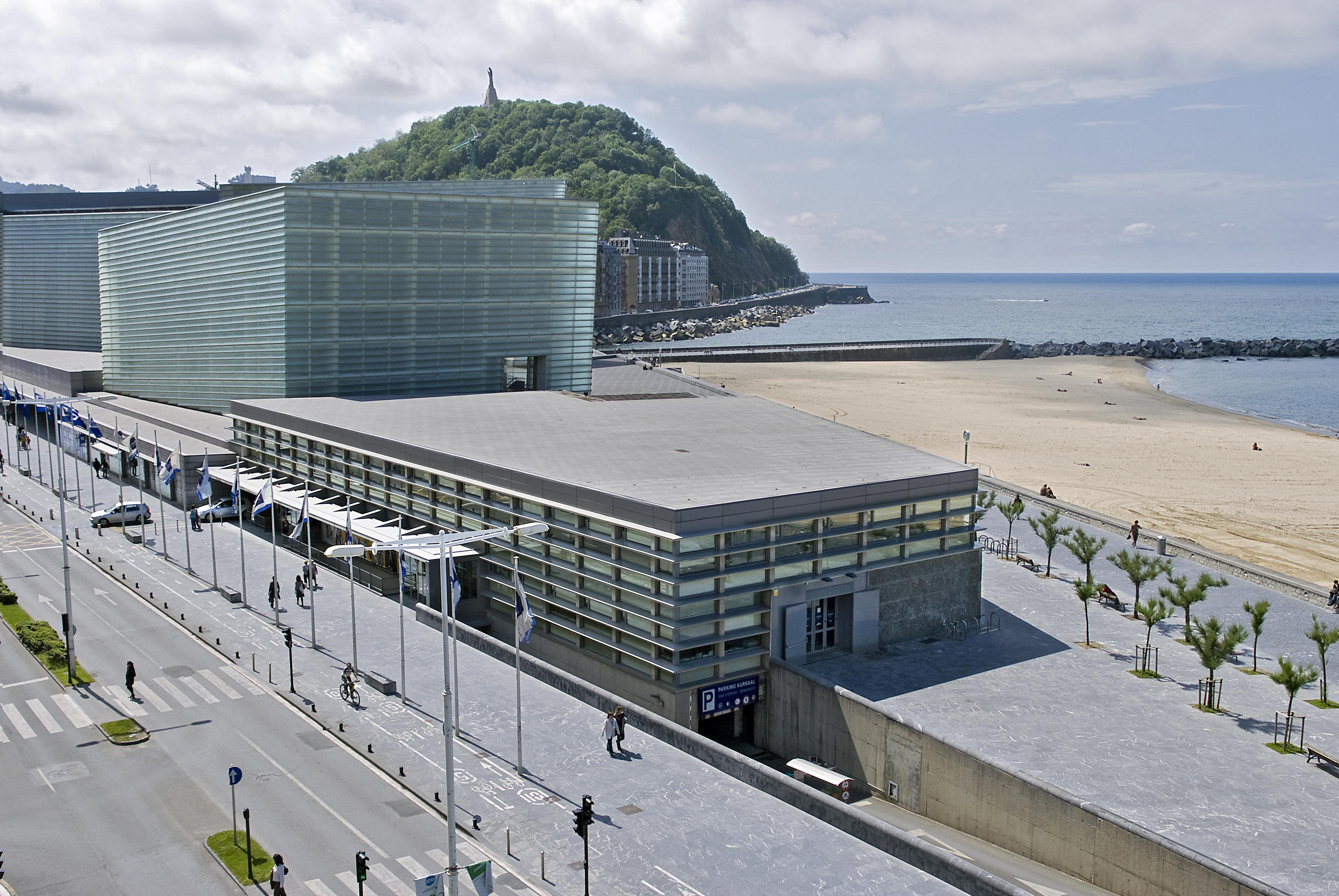
Sala Kuba-kutxa exterior

La sala Kubo-kutxa, obra social de la Fundación Kutxa, se encuentra emplazada en el singular edificio Kursaal diseñado por el arquitecto Rafael Moneo y se ha convertido en una de las ofertas más importantes de la vida cultural de San Sebastián. Inaugurada en el año 2000 la sala cuenta con aproximadamente 1000 m², un gran espacio que junto a su singular arquitectura permite albergar exposiciones de gran envergadura.
La programación de la sala Kubo-kutxa, basada en exposiciones temporales, está centrada en las artes plásticas, específicamente en el intervalo temporal comprendido entre principios del siglo XX hasta la actualidad, integrando también diversas propuestas sobre otros campos de la expresión artística como el cine, la arquitectura o el diseño.
Con el objetivo de llegar a todo tipo de púbicos la sala Kubo-kutxa combina proyectos expositivos de carácter internacional con propuestas de entorno próximo, divididas a su vez en retrospectivas de grandes autores contemporáneos y exposiciones colectivas fundamentadas en diferentes tesis sobre el arte actual.
Su significativa trayectoria expositiva la ha convertido en un referente cultural, un lugar donde mostrar todo tipo de expresiones artísticas y un espacio de encuentro entre artistas, expertos, críticos y público. No en vano, artistas de la talla de Miquel Navarro, Ricardo Martín, Marta Cárdenas, Gonzalo Chillida, Jesus Mari Lazkano, Gao Xingjian, José Manuel Ballester, Menchu Gal, Javier Mariscal, Marc Chagall, Joan Miró, Ignacio Chillida, Jorge Oteiza, Ilan Wolf, Pablo Gargallo, Isabel Muñoz, Josune Amunarriz, Andrés Nágel, Rafael Moneo, Miquel Barceló, Vittorio Storaro, Miquel Navarro, Balerdi, Juan Luis Goenaga, Mendiburu, Zumeta, Eduardo Arroyo, Javier Perez y Darío Villalba entre otros muchos.

## Proyectos educativos
Concebido como un espacio para acercar el arte al púbico, fomentar el intercambio cultural y promover la capacidad crítica, la labor educativa siempre ha estado muy presente en los proyectos de la Sala kubo-kutxa.
Nuestros proyectos educativos se diseñan específicamente en relación con las muestras en exposición y están dirigidos a distintos públicos:
- Actividades en familia
- Programa escolares
- Programas para colectivos
- Actividades para adultos y público general
- Programas adaptados a grupos con necesidades especiales